# Let Me Out (canción de Gorillaz)
«Let Me Out» es un sencillo de la banda virtual británica Gorillaz, con los raperos estadounidenses Pusha T y Mavis Staples. El lanzamiento de la canción se produjo el 6 de abril de 2017, del álbum de estudio Humanz.

## Trasfondo y grabación
«Let Me Out» es el quinto single del álbum Humanz de la banda y fue producido por Damon Albarn, Remi Kabaka Jr. y el productor ejecutivo del álbum, The Twilite Tone. La canción cuenta con voces invitadas por el cantante de gospel Mavis Staples y el presidente de GOOD Music y el rapero Pusha T. La canción fue escrita por Albarn, en un viaje en tren, al conceptualizar el álbum, Pusha T escribió su verso al reunirse con Albarn y el cocreador de Gorillaz Jamie Hewlett en Londres. La canción aborda el tema de la política, específicamente la inauguración de Donald Trump, de la misma manera que su anterior canción "Hallelujah Money". Al hablar con Zane Lowe, quien estrenó la canción en su programa de radio Apple Music Beats 1, Pusha dijo: «Cuando llegó allí, Damon comienza a decirme que conceptualize el álbum como una fiesta para el fin del mundo, como si Trump Iban a ganar... No quería pensar en ello, pero eso me dio un telón de fondo muy colorido ... Escribí desde la perspectiva de este día ... desde la perspectiva de un triunfo.»

## Personal
- Damon Albarn: voces, escritor, sintetizador, teclados, programación, producción
- Pusha T: voces, escritor
- Mavis Staples: voces
- Anthony Khan: sintetizadores
- John Davis: ingeniero maestro
- El Coro de Humanz (Rasul Al-Salaam, Starr Busby, Melanie J-B Charles, Drea D'Nur, Giovanni James, Marcus Anthony Johnson, Janelle Kroll, Brandon Markell-Holmes, Imani Vonshà): voces adicionales